# Letovice

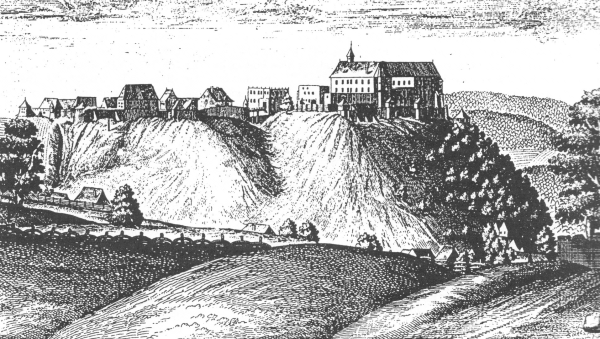
Letovice, rytina od neznámého autora ze 17. století

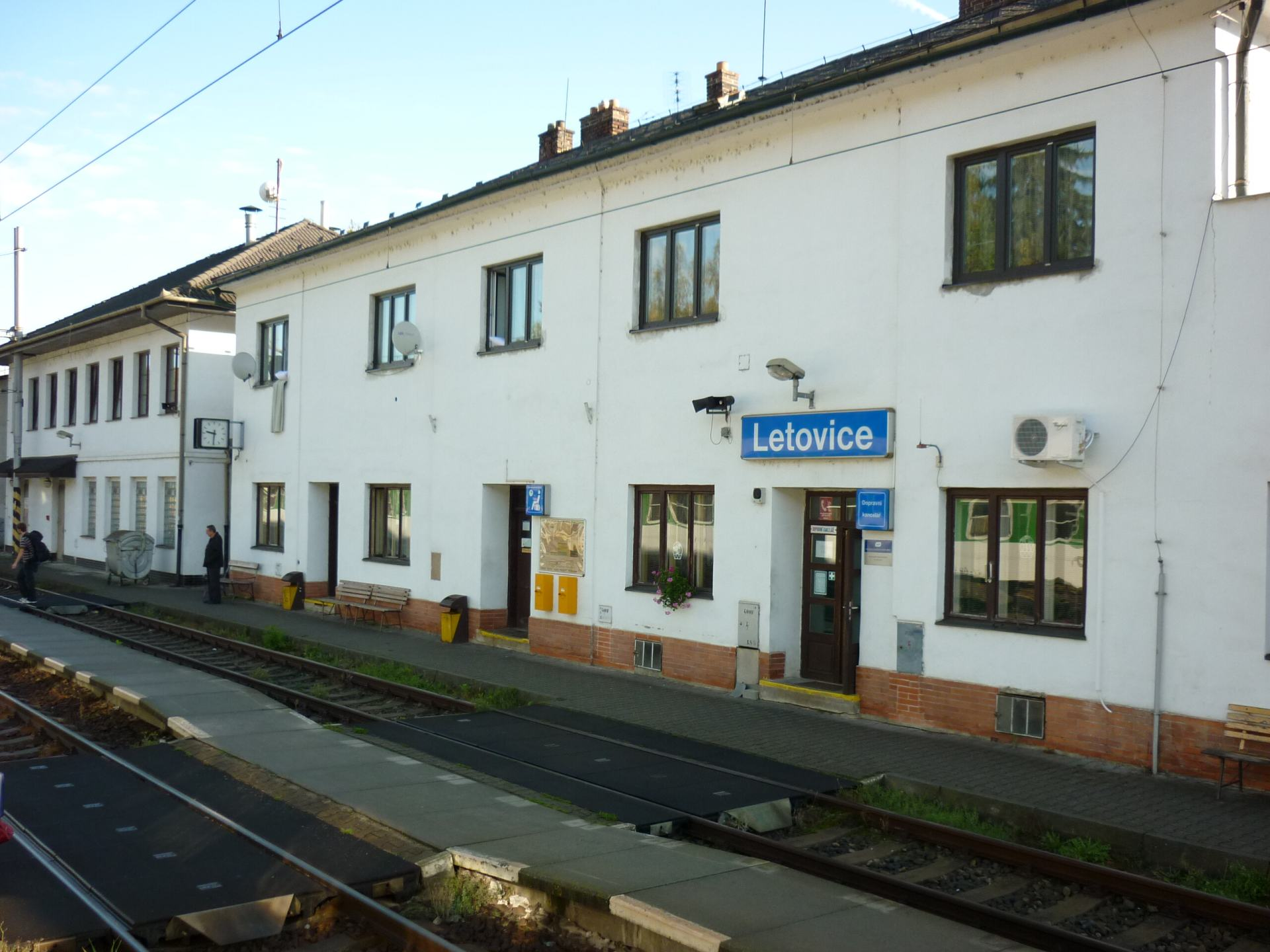
Vlakové nádraží v Letovicích

Letovice (německy Lettowitz) jsou město v okrese Blansko v Jihomoravském kraji, 21 km severně od Blanska, na soutoku Svitavy a Křetínky. Žije zde přibližně 7 100 obyvatel.

## Historie
První známky osídlení údolí, kde se nyní rozkládají Letovice, patří do období neolitu. Jedná se o provrtané kamenné mlaty. Z období doby bronzové byly vykopány bronzové předměty lužické kultury. Jedná se o kopí a sekyrku s dutinkou a ouškem. Naopak z doby halštatské ani z laténského období nejsou žádné důkazy o osídlení. Z doby římské bylo naproti tomu nalezeno několik mincí, které podporují teorii obchodního spojení přes Malou Hanou. Našly se mince z období císaře Trajána (vládl 98–117 n. l.), císaře Aureliána (vládl 270–275 n. l.) a císaře Konstantina I. (vládl 306–337 n. l.). Kolem 6. století se zde začali usazovat první Slované, což potvrzuje nález pískovcové sošky a hlavy bůžka v roce 1840.
Rok 1145 je rokem první písemné zmínky o Letovicích. Jde o listinu Oty III. z Olomouce, v níž se psalo o darování části mostného kláštera v Litomyšli. Později bylo zjištěno, že se jedná o padělek z 13. století. Název Letovice je zde uváděn ve tvaru Lethowicz. Roku 1241 byly Letovice vypleněny Tatary, kteří táhli od Olomouce (mongolský vpád na Moravu roku 1241). Ve druhé polovině 14. století vznikla v Letovicích sbírka přísloví a sentencí (stručná a výstižná myšlenka), jejímž autorem byl Jan z Letovic. Roku 1399 došlo k dobytí hradu Heraldem z Kunštátu, podobně roku 1424 husité dobyli hrad a vypálili celé město.
V průběhu 15. století byl v Letovicích přeložen z latiny do staročeštiny cestopis Marca Pola Milion. Tento překlad použil Václav Hanka jako zdroj staročeštiny, kterou posléze využil při padělání Rukopisu zelenohorského. Roku 1505 sjednotil Ladislav z Boskovic Letovice, jež byly téměř 100 let rozděleny na Dolní a Horní. V roce 1645 město a hrad dobyli Švédové, kteří město vypálili i o tři roky později. I po více než dvaceti letech od skončení třicetileté války byly dvě třetiny domů ve městě prázdné.
V roce 1754 zde byla založena plátenická manufaktura, která se do konce 18. století stala největší na Moravě. Při ní vyrostla osada Jindřichov (německy Heinrichsthal) pro tam pracující zaměstnance. Roku 1782 udělil Josef II. městu právo trhu na vlnu. V roce 1848 byly Letovice zařazeny pod správu okresu Boskovice a 1. ledna 1849 došlo ke zprovoznění trati Brno – Česká Třebová, která je součástí prvního železničního koridoru. Roku 1906 byla postavena budova měšťanské školy. 13. listopadu 1936 byl městys Letovice byl povýšen na město.
V noci z 20. na 21. září 1941 proběhl útok na hotel Lamplota u koupaliště. Akci provedla odbojová skupina „Za svobodu“. Mnoho lidí bylo za tento útok vězněno a popraveno. V Letovicích se na konci války odehrál masakr na civilistech. Protipartyzánské komando vedl nikdy nepotrestaný sudetský rodák od Krnova Herbert Kuka. Roku 1960 se Letovice se staly součástí okresu Blansko. 26. listopadu 1989 bylo sepsáno „Prohlášení Občanského fóra v Letovicích“, pod které se podepsalo 269 letovických občanů.

### Majitelé panství
- rod pánů z Letovic 1203?–1446
- rod pánů z Lomnice 1446–1505 (polovina panství)
- rod pánů z Boskovic 1446–1544 (do roku 1505 vlastnili polovinu panství, poté celé)
- rod pánů z Hardeka 1544–1613
- rod pánů z Thurnu 1613–1654
- Jiří Štěpán Bruntálský z Vrbna 1654–1664
- hraběnka Eva Erdëdy, rozená Forgačová 1664–1666
- hraběnka Eliška z Náchoda, rozená Sunioginová 1666–1668
- rod pánů z Pohronce 1668–1711
- hrabě Karel Ludvík z Roggendorfu 1711–1724
- rod hrabat z Blümegenu 1724–1820
- rod hrabat Kálnoky z Köröspataku 1820–1945

## Obyvatelstvo

### Vývoj počtu obyvatel
| Rok            | 1869  | 1880  | 1890  | 1900  | 1910  | 1921  | 1930  | 1950  | 1961  | 1970  | 1980  | 1991  | 2001  | 2011  | 2021  |
| -------------- | ----- | ----- | ----- | ----- | ----- | ----- | ----- | ----- | ----- | ----- | ----- | ----- | ----- | ----- | ----- |
| Počet obyvatel | 5 152 | 5 054 | 5 561 | 6 121 | 6 850 | 6 562 | 6 468 | 6 196 | 6 336 | 6 483 | 6 811 | 6 608 | 6 640 | 6 637 | 6 604 |
| Počet domů     | 783   | 797   | 776   | 834   | 917   | 989   | 1 125 | 1 328 | 1 357 | 1 411 | 1 519 | 1 714 | 1 815 | 1 975 | 2 104 |

### Náboženství
| Český statistický úřad           | 2001 |      |
| -------------------------------- | ---- | ---- |
| Obyvatelstva celkem              | 6640 | 6640 |
| Věřících                         | 3675 | 3675 |
| církev římskokatolická           | 3134 | 3134 |
| českobratrská církev evangelická | 241  | 241  |
| církev českosl. husitská         | 15   | 15   |
| pravoslavná církev               | 5    | 5    |
| Svědkové Jehovovi                | 4    | 4    |
| Nezjištěné vyznání               | 746  | 746  |
| Bez vyznání                      | 2219 | 2219 |

Letovice bývaly střediskem arcikněžství, dnes patří k děkanství boskovickému. Součástí letovického arcikněžství byl i Literátský sbor, kterých bylo na celé Moravě kolem 20. Ten se zabýval především chrámovým zpěvem, náboženstvím a dobročinností. První zmínka o něm pochází z roku 1596, ale doba založení je neznámá. Zrušen byl roku 1783 dvorním dekretem Josefa II.
Když se stali majiteli Letovic páni z Boskovic, začali na svých panstvích šířit učení Jednoty bratrské na úkor katolíků. Za vlády Hardeků bylo v Letovicích prosazováno Luteránství a na panství vznikaly náboženské třenice. V tomto období již byla většina obyvatel evangelíky. I během třicetileté války a po ní, kdy byli majiteli panství katoličtí Thurnové, zůstala většina obyvatel evangelíky. Proto byli několikrát povoláni jezuité a do konce 17. století přestoupila většina obyvatel na katolickou víru.
Jezuité Letovice navštívili na 8 dní ještě v září 1759. I přesto zůstávala malá část obyvatel Letovic, od středověku až dodnes, vyznání protestantského. Jsou mezi nimi členové Českobratrské církve evangelické, Církve československé husitské a Církve bratrské. V 70. letech 20. století si členové Církve bratrské postavili novou modlitebnu.

## Místní obyčeje

### Kroj

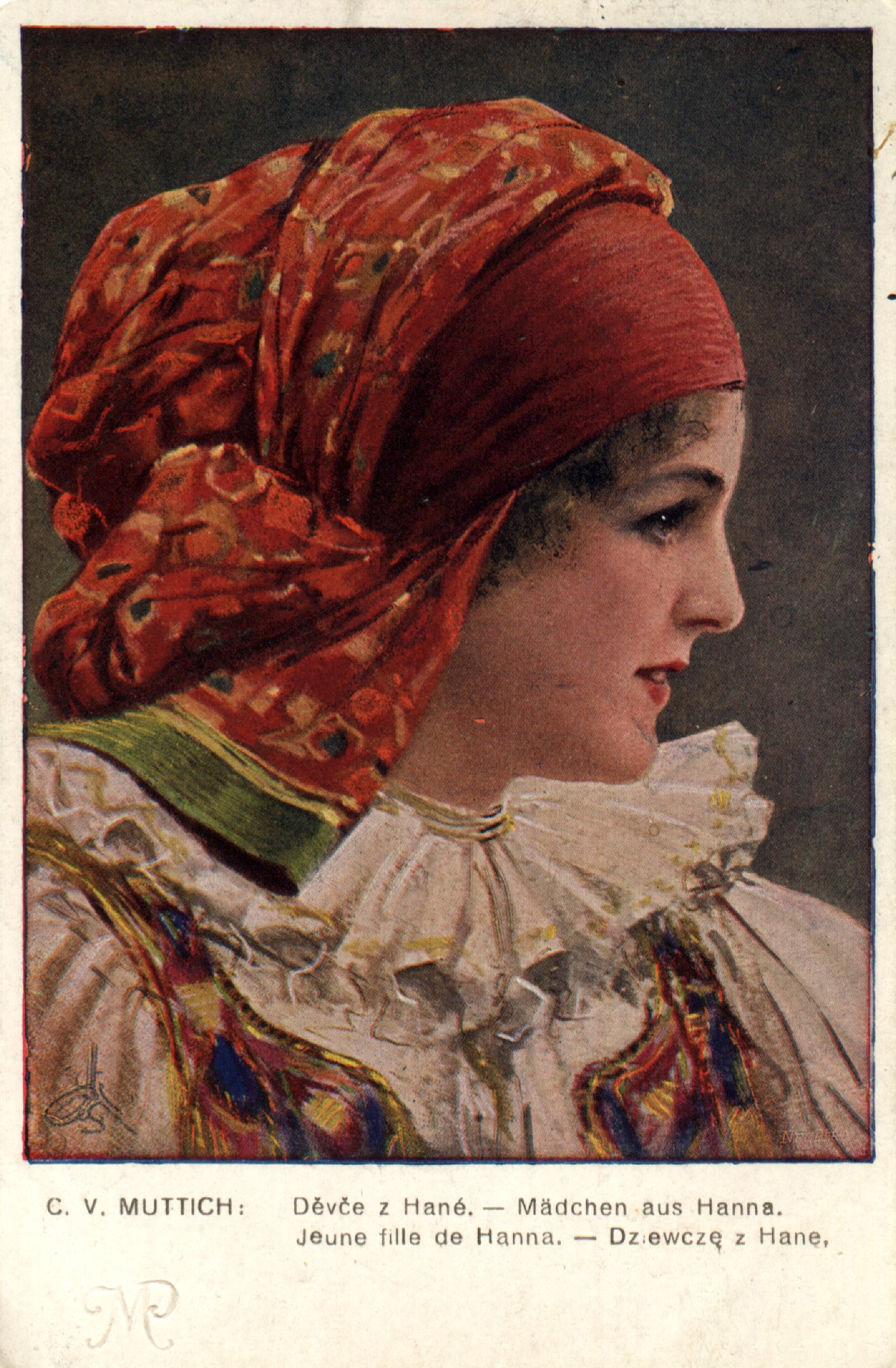
Děvče v kroji z Hané

Popis kroje na Letovicku pochází od sběratele lidové slovesnosti Miroslava Dukáta, jenž sbíral místní pověsti, pohádky a zvyky. Všeobecně se kroj nosil do roku 1848, avšak starší lidé kroj nosili i poté. Sváteční kroje se nosily především v neděli, do kostela, k muzice či při přespolních cestách.

#### mužský
- sváteční – krátké žluté kalhoty po kolena („koženice“), kolem kapes vyšívané, u kolen zavázané řemínky, které od kolenou dolů visely jako pentle. Naškrobená košile s širokými rukávy a nabíraným límečkem, tmavá jednořadá vesta s velkými kulatými knoflíky, jenž se zapínaly až ke krku a kolem krku uvázaný barevný šátek. O svátcích a v neděli se nosil šátek hedvábný, ve všední dny bavlněný. Kolem pasu vyšívaný (vyšito i jméno majitele), široký kožený opasek, jenž byl uvnitř dutý (na nošení peněz). Na nohách nosili punčochy po kolena (mimo léto) a „naviksované“ (naleštěné) holínky. Na hlavě se nosil široký plstěný klobouk s širokou pentlí, v zimě pak beranice.
- všední – dlouhé soukenné kalhoty, nebo staré koženice a soukenná košile

#### ženský
- sváteční – dlouhá lněná sukně „kanafaska“, několik spodniček, barevné bavlněné punčochy a nízké zdobené střevíce s přezkou. Dále plátěná a naškrobená lněná košile (kordulka), která se oblékala přes hlavu, s baňatými krajkami obroubenými rukávy po lokty. Okolo krku řasnatý krajkový věnec a korále. Kordulka byla hluboce vystřižená a zapínala se na knoflíčky nebo šňůrky. Za špatného počasí se oblékala „marinka“. Živůtek byl stejně jako u kordulky hluboce vystřižen a měla dlouhé úzké rukávy. Zapínala se na knoflíky a přiléhala k tělu. Při chladnějším počasí se oblékal kabátek (fěrtoch či špenzl). Ten byl po okrajích lemován pentlí a na ramenou měl široké baňaté rukávy. V zimě s nosil ještě krátký kožíšek. Na hlavě se nosil květovaný šátek.
- všední – plátěná sukně, košile a zástěra

### Nářečí
Aktivně nářečí již téměř nikdo nepoužívá s výjimkou některých starších lidí, kteří jím ale mluví také jen v soukromí či se svými vrstevníky. Jedná se o nářečí vzniklé vlivem nářečí hanáckého (Jede z Olomóca staró Škodó…) a českého (silnica, mlíko, spíchat jako spěchat…). U mladší generace se již spíše vyskytují jen výrazy pocházející z nářečí českého.

## Pověsti

### Ozvěna
V místech, kde se rozdvojují cesty u Chlumu, stojí několik domků, z nichž část přísluší k Novičí a druhá část ke Chlumu. Od nepaměti se tu říká na Chlumské. Odtud vede také cesta do Babolek. Asi uprostřed ní býval nevelký lesík nesoucí jméno „Chmelinek“. Rádi tam chodívali Babolečtí a Chlumečtí na nedělní procházky a rády si tam chodívaly hrát i děti. Za Chmelénkem se zvedá kopec a celé toto prostředí se vyznačovalo velmi dobrou akustikou, která se zvyšovala za vlahých večerů. Proto kolemjdoucí do Chmelinka volali: „Jak je ti, Rakousko?“ Vzápětí zcela zřetelně ozvěna odpověděla: „Ouzko“.
Takových případů je v našem okolí více. Podobná historka se váže k místům za Lazinovem směrem k Prostřednímu Poříčí. Tam se podél údolí Křetínky zvedají vysoké stráně s dobrou ozvěnou. Když se zavolalo: „Jak je ti, Rakousko?“ ozvěna několikerým stále slabším hlasem odpověděla: „Ouzko, ouzko, ouzko, …“ Tyto zkazky vznikaly v době, kdy národy toužily po vymanění se z habsburské nadvlády, která se stávala již pro náš lid nesnesitelnou.

### Hlásek
Hned za Meziříčkem ve směru ke Skrchovu je kopec s názvem Hlásek, na jehož temeni prý v dávných dobách, kdy v Letovicích na místě nynějšího zámku býval letovický hrad, stávala tvrz či hláska, z níž se dávalo na hrad znamení při blížícím se nebezpečí. Z Hlásku je možné shlížet do dalekého údolí až k Rozhraní, a proto mohlo být včas dáno znamení, kdy se nepřítel blížil. Přes Rozhraní, Borovou a Letovice vedla i v dávné minulosti cesta z Čech do Brna a blížící se nepřítel mohl být na této cestě včas spatřen. Po bývalé tvrzi nezůstalo památky, udržel se podnes jen název kopce – Hlásek.

### Kamenná svatba
Za Kochovem po turistické trase z Kochova do Velkých Opatovic se nacházejí kamenné útvary, v nichž je možno rozeznat kočár s koňským spřežením s nevěstou a ženichem. Když prý tudy projížděla jednou svatba, vystoupila před kočárem stařena, která prosila o almužnu. Ničeho nedostala a sklidila jen nadávky a nakonec, když nehodlala z cesty ustoupit, ji kočí švihl bičem. Stařena zlostně pronesla zaklínací slova: „Bodejž byste všichni zkameněli“. A v tom se to stalo. Kočár se zapřaženými koňmi i svatbou zkameněl. Stařena prý je proklela. Tak dopadla svatba na svou lakotu.

## Geografie a klima

### Poloha
Letovice se nacházejí 47 km severně od Brna a 27 km jižně od Svitav. Jedná se o rozhraní Malé Hané, Českotřebovské, Moravskotřebovské a Nedvědické vrchoviny. Letovice leží na moravské straně bývalé zemské hranice Čech a Moravy.
- Malá Haná – její součástí je Letovická kotlina, jejíž nejvyšší bod je vrchol Strážnice (443 m n. m.). Nejvyšším bodem Malé Hané je vrchol Nad Amerikou (558 m n. m.).
- Českotřebovská vrchovina – její součástí je i nejvyšší kopec v okolí Letovic Vlkov, který má výšku 599 m n. m.
- Moravskotřebovská pahorkatina – na Letovicko zasahuje jen okrajově a zastupuje ji pouze kopec Na vrších (590 mn.m.).
- Nedvědická vrchovina – spadá do ní údolí řeky Křetínky, jenž tvoří severní hranici mezi ní a Českotřebovskou vrchovinou. Řeka Svitava tvoří její východní hranici mezi ní a Malou Hanou.

### Klimatické poměry
ČR patří do oblasti mírného podnebného pásu. Letovice se nacházejí na přechodu klimatických oblastí MT3 a MT7, které se dají charakterizovat jako mírně teplé, mírně vlhké s mírnou zimou. Počasí také ovlivňuje převládající směr větrů. Západní či jihozápadní vítr přináší v létě déšť a chladno. Zimu naopak zmírňuje. Vítr východní či severovýchodní přinese teplé a slunečné léto, v zimě naopak tuhé mrazy.
| Klimatická oblast                          | MT3      | MT7      |
| ------------------------------------------ | -------- | -------- |
| Počet dnů s teplotou nad 10 °C             | 120–140  | 140–160  |
| Počet letních dnů                          | 20–30    | 30–40    |
| Počet mrazových dnů                        | 130–160  | 110–130  |
| Počet ledových dnů                         | 40–50    | 40–50    |
| Průměrná teplota v lednu v °C              | −3 až −4 | −2 až −3 |
| Průměrná teplota v dubnu v °C              | 6–7      | 6–7      |
| Průměrná teplota v červenci v °C           | 16–17    | 16–17    |
| Průměrná teplota v říjnu v °C              | 6–7      | 7–8      |
| Průměrný počet dnů se srážkami 1 mm a více | 110–120  | 100–120  |
| Srážkový úhrn ve vegetačním období (mm)    | 350–450  | 400–450  |
| Srážkový úhrn v zimním období (mm)         | 250–300  | 250–300  |
| Počet dnů se sněhovou pokrývkou            | 60–100   | 60–80    |
| Počet dnů jasných                          | 40–50    | 40–50    |
| Počet dnů zamračených                      | 120–150  | 120–150  |

### Vodstvo
Letovice patří do povodí řeky Svitavy, která patří k úmoří Černého moře. Zásobování pitnou vodou zajišťuje vodovod z Vlkova, Písečné a z Poříčí. Březovský vodovod, který Letovicemi také prochází, zásobuje především Brno.

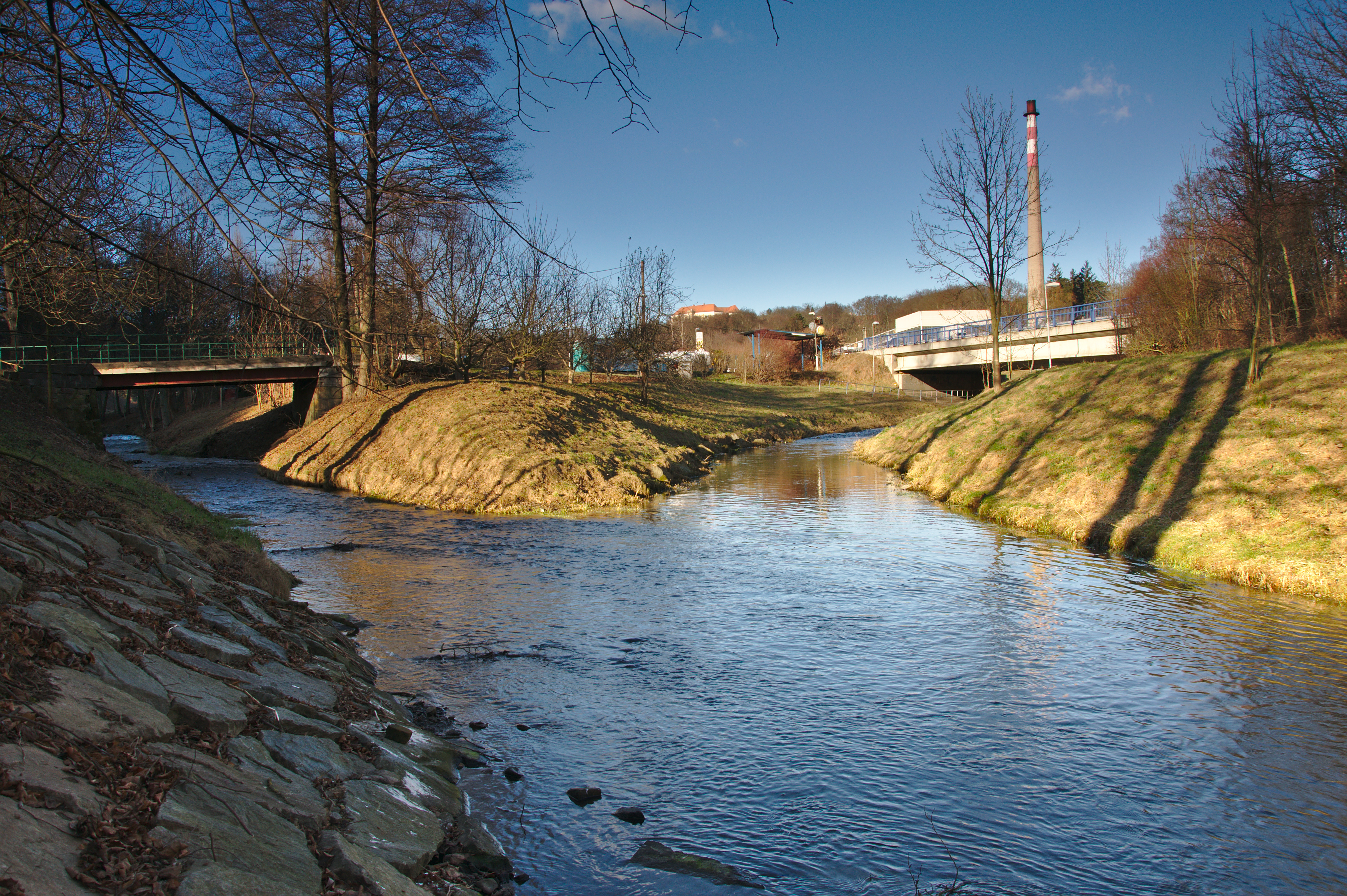
Soutok Křetínky a Svitavy v jižní části Letovic

#### Svitava
Řeka Svitava pramení na svazích Javornického hřebenu u obce Javorník v nadmořské výšce 465 m n. m., odkud protéká přes Svitavy, Letovice, Blansko až do Brna, kde se vlévá do řeky Svratky. Má celkovou délku 97 km a patří do povodí Dunaje.

#### Křetínka
Křetínka pramení v Třebovském mezihoří 150 m severně od obce Stašov v nadmořské výšce 645 m n. m. Protéká pod hradem Svojanov, dále přes Bohuňov, Křetín až do Letovic, kde se u podniku Tylex vlévá do řeky Svitavy. Její celková délka je 29 km. V letech 1972–1976 na ní byla vybudována vodní nádrž Letovice.

#### Kladorubka
Kladorubka pramení za bývalými lázněmi Andělka. V roce 1964 na ní byla započata stavba Letovického rybníka o ploše 3,5 ha a hloubce 5,5 m, jenž slouží k rybolovu a rekreaci. U Letovických strojíren se vlévá do Svitavy.

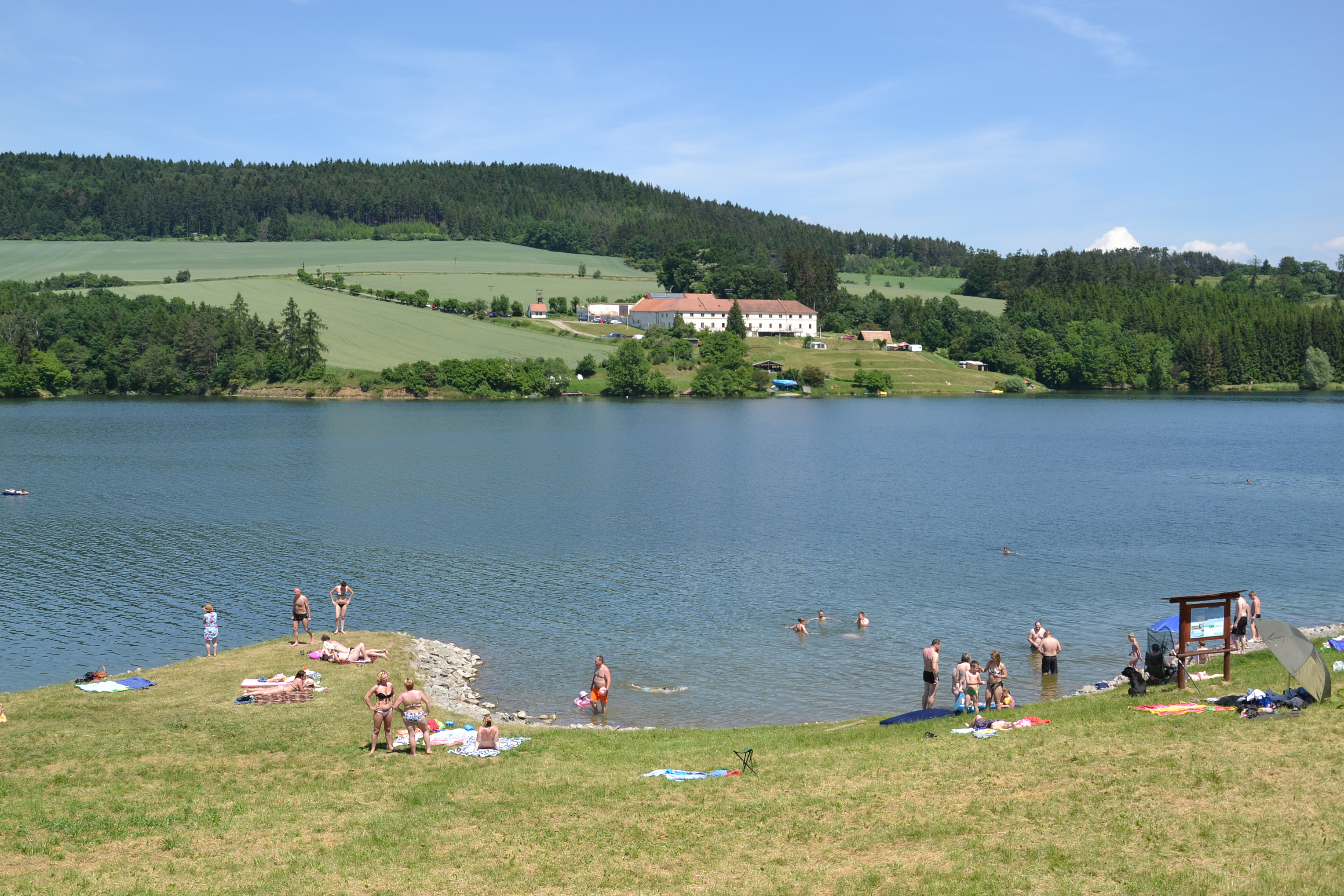
Vodní nádrž Letovice

#### Vodní nádrž Letovice
Hlavní význam této přehrady je ochrana před povodněmi a doplňování stavu řeky Svitavy, která měla velký úbytek vody po výstavbě březovského vodovodu v letech 1911–1912 a vybudování jeho druhé větve v letech 1972–1975 (plánována byla již v roce 1929). První úvahy o stavbě přehrady pocházejí již z roku 1911. Počítalo se s kamennou hrází a objemem 5,8 miliónů m3. Studie z roku 1929 již uvažovala o 11 miliónech m3 a vodní elektrárně na úpatí hráze. Vlastní realizace projektu započala v dubnu 1972 a skončila 31. prosince 1976. Uvedení do plného provozu se konalo 1. října 1979. Přehrada nyní kromě výše uvedených důvodů slouží i k rekreaci a rybolovu. Místní ji nazývají Křetínka.
Údaje
- Délka hráze: 123 m
- Výška hráze: 28,5 m
- Šířka koruny hráze: 5 m
- Celkový objem násypu hráze: 186 000 m³
- Max délka nádrže: 4,7 km
- Max. šířka nádrže: 397 m
- Max. hloubka nádrže: 27,3 m
- Plocha: 104,6 ha
- Objem: 11 570 000 m3
- Výkon turbíny: 100 kW
- Úplné vypuštění přehrady: 24,5 dne
- Celkové náklady na stavbu: 127 263 000 Kčs

## Pamětihodnosti

### Keltský skanzen Isarno

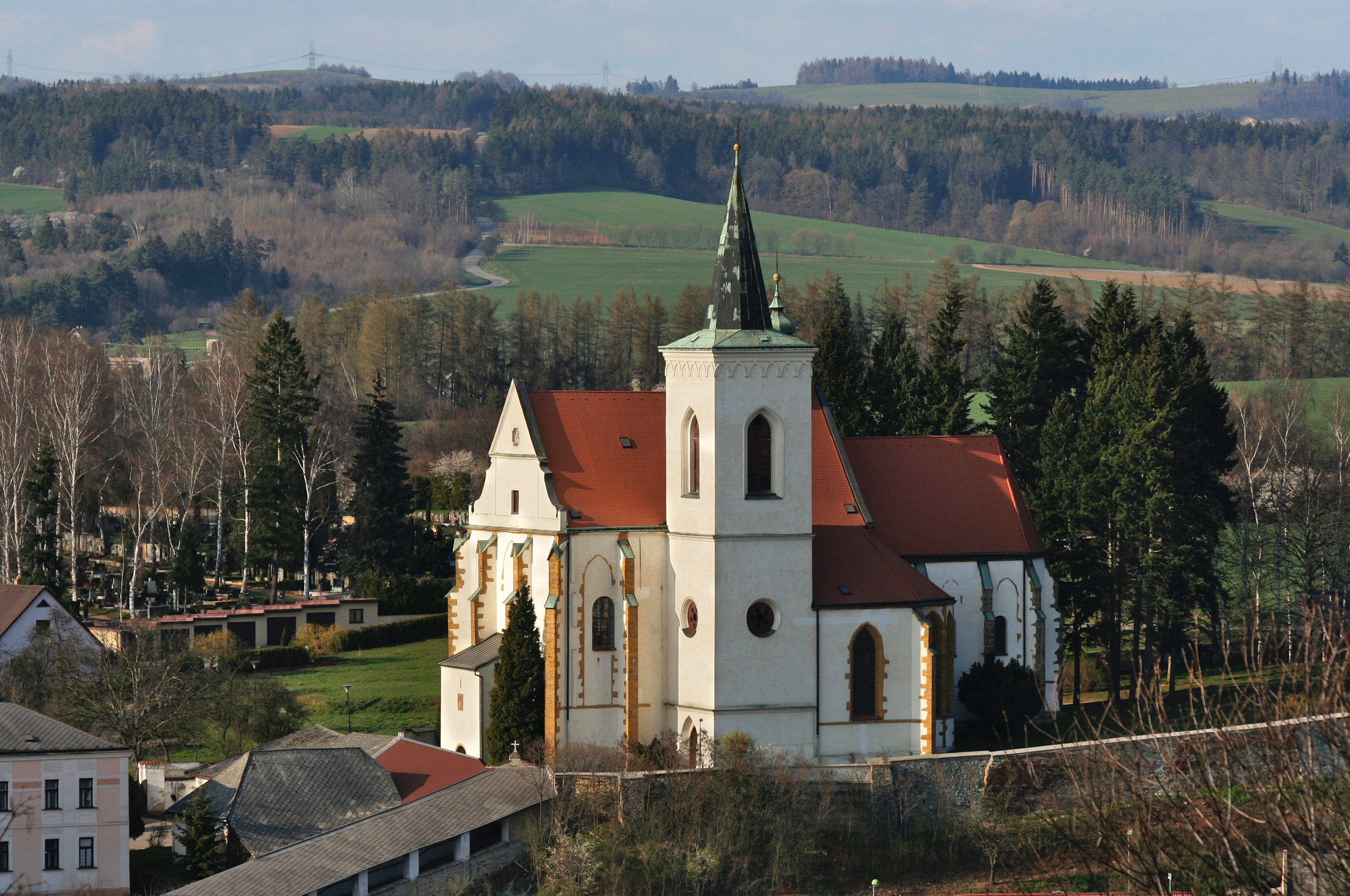
Kostel sv. Prokopa

Skupinka přátel živé historie založila v bývalém lomu, poblíž hráze vodní nádrže Letovice, keltský skanzen Isarno. Název Isarno je odvozen od starého keltského názvu pro železo. Nalézá se tu například kovárna z doby bronzové, hospůdka a další stavby. Po areálu se volně pohybují prasata, kozy, ovce, psi i kočky. Pro zájemce je i možnost projížďky na koni. V roce 2013 byl skanzen po tříroční pauze opět otevřen a chystala se jeho rekonstrukce.

### Vodárenská věž

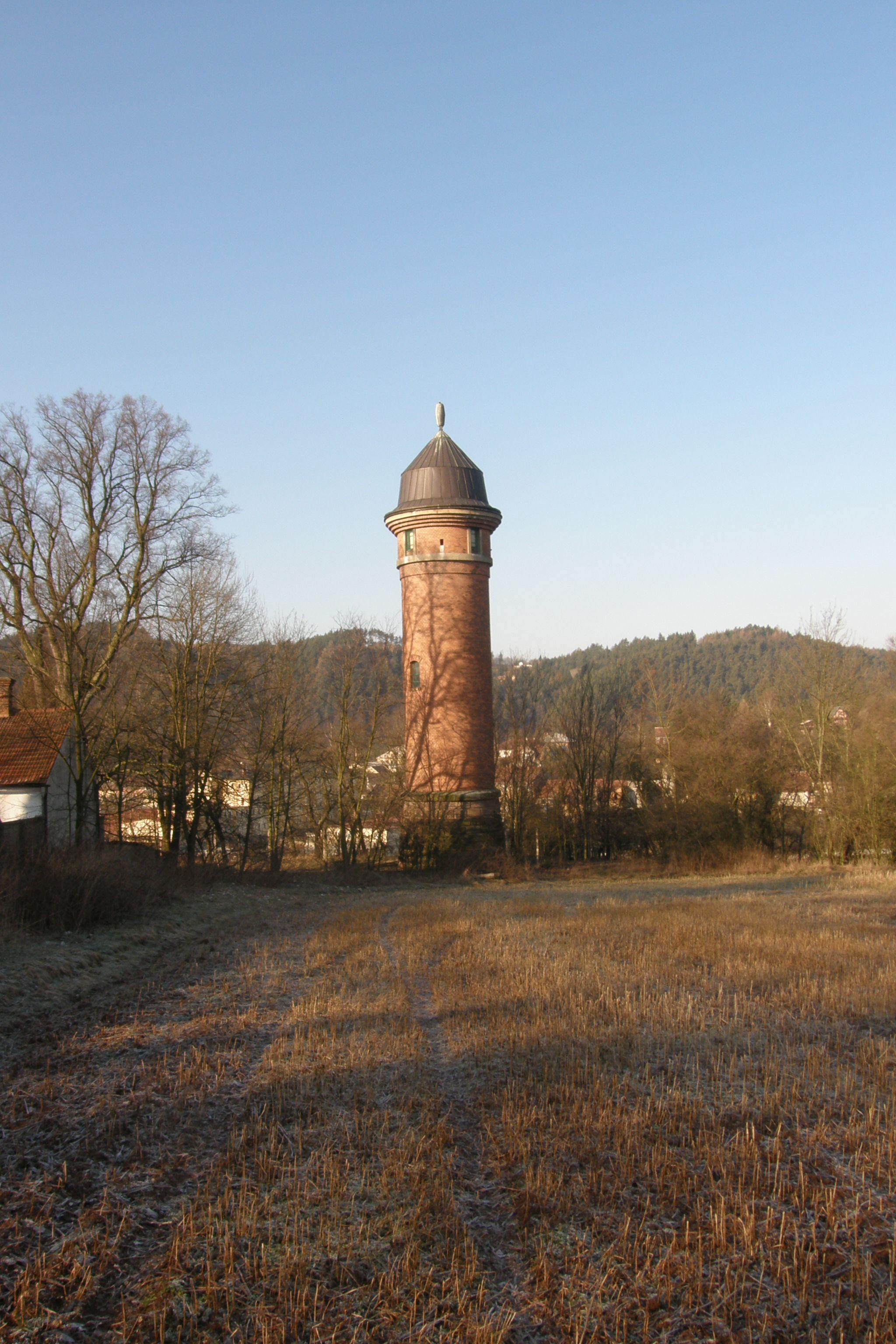
Vodárenská věž I. březovskému vodovodu

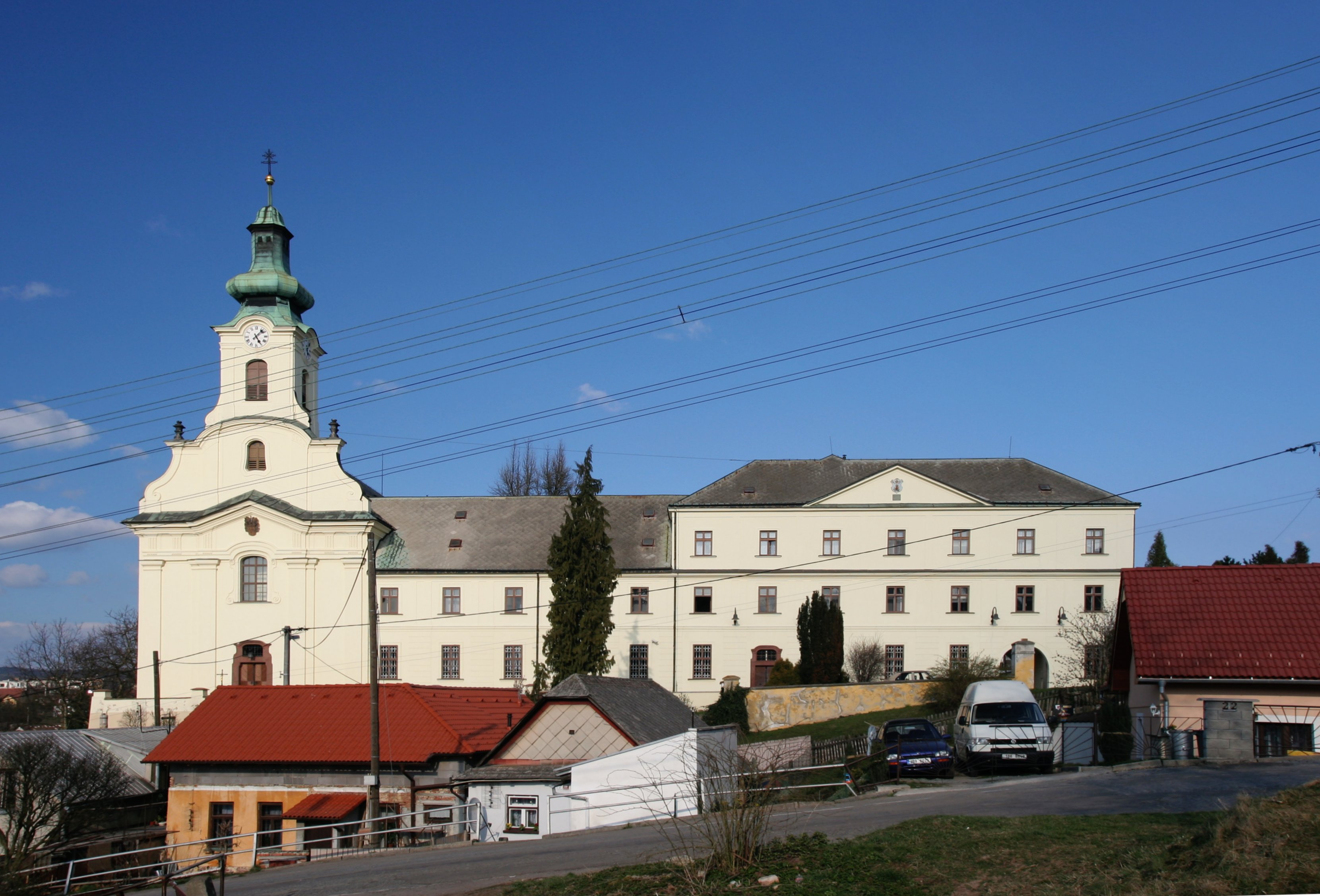
Klášter Milosrdných bratří s kostelem sv. Václava

Je stále funkční stavebně technickou památkou. Měří 20 m a je součástí I. březovského vodovodu z roku 1911. Věž se nachází hned vedle místního hřbitova.

### Kostel sv. Prokopa
Původně gotický kostel sv. Prokopa byl postavený v letech 1370 až 1380, a později byl několikrát přestavován. Před kostelem se nachází fara, o níž je první zmínka již v roce 1353. Uvnitř kostela jsou cenné historické náhrobky majitelů letovického panství.

### Klášter milosrdných bratří

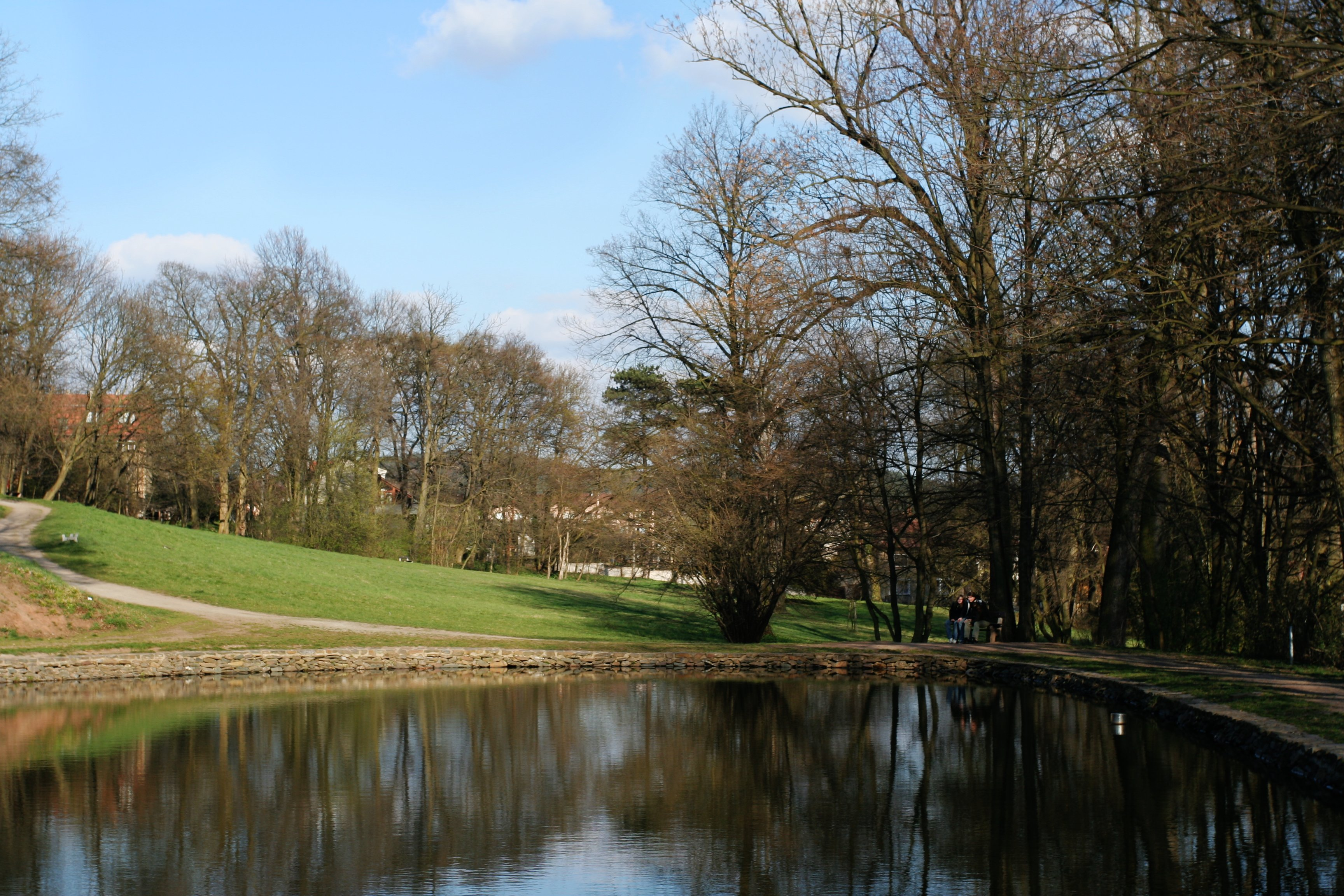
Jezírko v letovickém parku

Klášter milosrdných bratří v Letovicích byl postaven z daru 24 000 zl. od Jindřicha Kajetána Blümegena, jenž chtěl, aby součástí kláštera byla i nemocnice. Stavitelem barokního kláštera byl řeholní bratr Longinus Traub z Vídně. Práce započaly 26. dubna 1751 a dokončeny byly roku 1784.
Klášterní kostel zasvěcený sv. Václavu je vyzdoben malbami od letovického malíře Jana Daňka z roku 1930 a vybaven novými varhany od letovického rodáka Františka Čapka z toku 1917. Pod kostelem je klášterní krypta. Dále je v klášteře lékárna s bohatými freskami a původním vybavením z roku 1760. Nyní v klášteře sídlí Nemocnice Letovice fungující jako léčebna dlouhodobě nemocných.

### Zámek Letovice
Původně dřevěná tvrz ze 14. století byla později přestavěna na kamenný hrad, chráněný třemi bránami s padacími mosty. Hrad byl později přestavěn na zámek. Současnou podobu získal zámek Letovice v 30. letech 19. století, kdy byl v majetku rodu Kálnoky.

### Zámecký park Letovice
Zámecký park Letovice má rozlohu 27,6 ha. Jedná se o kulturní památku a zvláště chráněné území. Je to rozsáhlý přírodně krajinářský park s romanticko – gotickou úpravou.

## Městská správa
| VOLBY 2006               | POČET HLASŮ | POČET MANDÁTŮ |   |
| ------------------------ | ----------- | ------------- | - |
| Občanská iniciativa, SNK | 13 800      | 5             | 5 |
| ODS                      | 10 329      | 4             | 4 |
| ČSSD                     | 9 618       | 4             | 4 |
| KSČM                     | 9 164       | 3             | 3 |
| KDU-ČSL                  | 7 025       | 3             | 3 |
| Sdružení nestraníků      | 3 691       | 1             | 1 |
| Nestraníci               | 2 955       | 1             | 1 |

Při volbách do městského zastupitelstva 20. října a 21. října 2006 byla volební účast 53,95 %. Pro funkční období 2006–2010 byli do 21členného zastupitelstva zvoleni zástupci 7 politických subjektů. Na 1. zasedání Zastupitelstva města Letovice pak byla zvolena 7členná rada ve složení:
- Mgr. Radek Procházka – starosta (Občanská iniciativa, SNK)
- Vladimír Stejskal – místostarosta (ODS)
- Bohuslav Kuda – místostarosta (KDU-ČSL)
- Michal Bula (Občanská iniciativa, SNK)
- JUDr. Jan Královec (KDU-ČSL)
- Karel Synek (ODS)
- RNDr. Petr Janoušek (ODS)

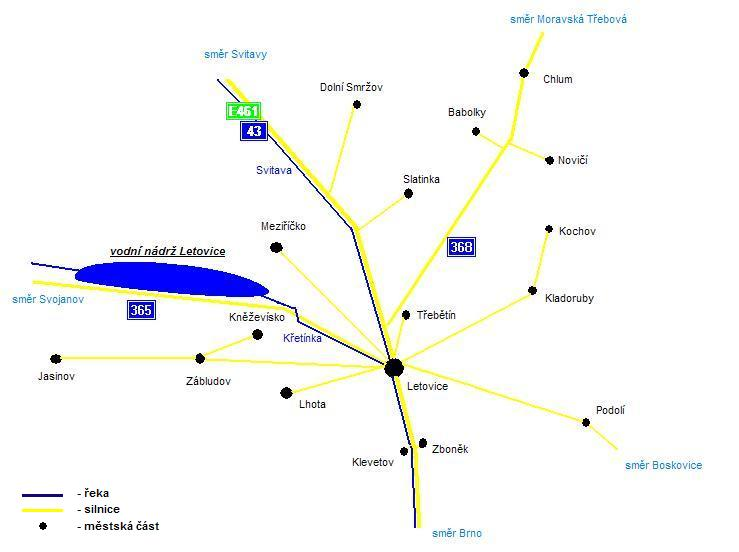
Městské části Letovic

V letech 2010 až 2014 vykonával funkci starosty Vladimír Stejskal (ODS). Ten byl opětovně do této funkce zvolen na ustavujícím zasedání zastupitelstva 3. listopadu 2014. Místostarostou byl pak zvolen Jiří Palbuchta (ČSSD). Sedmičku radních doplnili za ODS Marek Chládek a Petr Janoušek, za ČSSD Eva Pařilová, za KDU-ČSL Bohuslav Kuda a za KSČM Karel Válek.
Po komunálních volbách v roce 2018 byl starostou zvolen Petr Novotný.

### Místní části
Letovice mají 17 místních částí. Jsou to:
- Babolky – Název vznikl od slova „babulky“, což bylo označení místních pro housata. K Letovicím připojeny v roce 1976.
- Dolní Smržov – „Dolní“ podle polohy a „Smržov“ podle houby, která zde byla velmi hojná. K Letovicím připojen v roce 1986. Součástí i k. ú. Bahna.
- Chlum (k. ú. Chlum u Letovic) – Vesnice leží na úpatí kopce Vlkov (599 m n. m.), nejvyššího bodu Letovic, jenž má protažený hřbet. Takový kopec se někdy označuje jako chlum. K Letovicím připojen v roce 1976.
- Jasinov – Název pochází od slova jas nebo jeseň. K Letovicím se připojil v roce 1986. Součástí i k. ú. Ořechov u Letovic.
- Kladoruby – První zmínka pochází z roku 1295. Název se odvozuje od zaměstnání místních lidí – „klády rubali“. Nalézá se zde také areál bývalých lázní Andělka s parkovou úpravou. K Letovicím připojeny v roce 1986. Součástí i k. ú. Trávník u Kladorub.
- Klevetov – K Letovicím se připojil v roce 1968.
- Kněževísko – Ves, která byla ve vlastnictví kněze či knížete. K Letovicím připojeno 1980.
- Kochov – První zmínka pochází z roku 1274. Roku 1848 většina obce vyhořela. Název odvozen od jména Koch. K Letovicím připojen 1980.
- Letovice – Jsou dvě verze původu názvu, jelikož jsou Letovice v údolí, tak zde vydrželo teplejší počasí déle a zima byla mírnější – „léta více“. Druhá a méně pravděpodobná verze je, že název je odvozen od náčelníka Leta, který měl být majitelem letovského panství.
- Lhota (k. ú. Lhota u Letovic) – K Letovicím připojena 1952. (Je to nejběžnější název v Česku, původ názvu viz Lhota).
- Meziříčko (k. ú. Meziříčko u Letovic) – Název vznikl od toho, že se vesnice nalézá mezi dvěma řekami. Těmi jsou Svitava (dříve Březová) a Křetínka (dříve Svitavice). První zmínka pochází z roku 1407. K Letovicím připojeno 1976.
- Novičí – Název se odvozuje od toho, že tato vesnice byla založena později než ostatní – je novější. K Letovicím připojeno 1976.
- Podolí – Označení vyplynulo z polohy v údolí (dol, dolina). K Letovicím připojeno 1986.
- Slatinka – Název vznikl pravděpodobně podle místa, na kterém byla obec vystavěna – „slatina“ = močál. K Letovicím připojena 1960.
- Třebětín (k. ú. Třebětín u Letovic) – Název odvozen od jména Třebata. K Letovicím připojen 1960.
- Zábludov – Název odvozen od jména Záblud. K Letovicím připojen 1980.
- Zboněk – První zmínka o obci pochází z roku 1201. V úrovni řeky Svitavy je zde nejnižší bod Letovic – 318 m n. m. Název odvozen od jména Zbyněk. K Letovicím připojen 1968.

Od 1. července 1980 do 31. prosince 1991 k městu patřil i Lazinov a od 1. ledna 1986 do 30. června 1990 také Pamětice, Roubanina, Skrchov a Vranová.

### Starostové
Seznam starostů Letovic od roku 1848 do současnosti, jak jsou uvedeni na pamětní desce v budově radnice.
| Období    | Jméno                                       |
| --------- | ------------------------------------------- |
| 1848–1856 | Kašpar Kašparides                           |
| 1856–1867 | Hynek Háder                                 |
| 1867–1876 | Jan Biegner                                 |
| 1876–1879 | František Jeřábek                           |
| 1879–1884 | Jan Pivnička                                |
| 1884–1889 | Hynek Háder                                 |
| 1889–1894 | Jan Pivnička                                |
| 1894–1910 | Karel Synek                                 |
| 1910–1911 | Karel Chládek                               |
| 1911–1918 | Josef Biegner (úřadující radní)             |
| 1918–1919 | MUDr. Josef Daníček                         |
| 1919–1920 | Josef Macháček                              |
| 1920–1924 | František Štorek (úřadující první náměstek) |
| 1924–1928 | Josef Petr                                  |
| 1928–1932 | Jeňko Plevač                                |

| Období    | Jméno                                      |
| --------- | ------------------------------------------ |
| 1932–1939 | František Pelíšek                          |
| 1939–1945 | František Chmelař (městský komisař)        |
| 1945–1945 | Jaroslav Skoupý                            |
| 1945–1951 | František Kalina                           |
| 1951–1952 | František Šimek                            |
| 1952–1964 | Jaroslav Dvořáček                          |
| 1964–1976 | Antonín Konopáč                            |
| 1976–1980 | Aleš Šoch                                  |
| 1980–1989 | František Adam                             |
| 1989–1990 | Miloslav Bursa (zastupující místopředseda) |
| 1990–1992 | Ing. Zdeněk Kolár                          |
| 1993–1994 | Bohuslav Kuda                              |
| 1994–2006 | Josef Novotný                              |
| 2006–2010 | Mgr. Radek Procházka                       |
| 2010–2014 | Vladimír Stejskal                          |
| 2014–2018 | Vladimír Stejskal                          |
| od 2018   | Petr Novotný                               |

## Mikroregion Letovicko
Mikroregion Letovicko byl založen 18. května 2000. Jeho účelem je podpořit projekty, jež přesahují svým rozsahem a významem jednotlivé obce. Je v něm sdruženo 15 obcí. Jsou to Deštná, Horní Poříčí, Horní Smržov, Křetín, Lazinov, Letovice, Míchov, Pamětice, Petrov, Prostřední Poříčí, Roubanina, Skrchov, Stvolová, Vísky a Vranová. Mikroregion Letovicko zabírá plochu 103 km², což představuje 10,6 % plochy okresu Blansko. Má 9 600 obyvatel, což je cca 9 % obyvatelstva okresu Blansko. Průměrnou hustotou zalidnění zde činí 96 obyvatel na 1 km², což je výrazně pod celostátním průměrem (132 obyvatel na 1 km²).

## Doprava
Již v minulosti procházela Letovicemi důležitá dopravní cesta. Jednalo se o tzv. „trstenickou stezku“ vedoucí z Brna přes Černou Horu a Svitávku do Letovic, odkud pokračovala přes Bystré a Poličku do Polabí. Nyní Letovicemi prochází důležitá silniční a železniční komunikace. Jedná se o:
- mezinárodní silnici E461 – Vede po trase Svitavy – Brno – Mikulov a Vídeň. Na území ČR má délku 127,714 km. Začíná na křižovatce silnic I/35 a I/43, jenž tvoří součást mezinárodní silnice E442. V Letovicích se na ni napojují silnice 2. třídy číslo 365 a 368. Až do Brna vede E461 po silnici první třídy I/43. Z Brna pokračuje po dálnici D52 a od Pohořelic silnicí první třídy I/52 až k hraničnímu přechodu Mikulov.
- železniční koridor Brno – Česká Třebová – Přípravné práce na 91 km dlouhém koridoru začaly v roce 1842. Vlastní stavba začala roku 1843 a provoz na ní byl zahájen 1. ledna 1849. Po vzniku samostatného Československa roku 1918 došlo ke zdvoukolejňování stávající tratě. V roce 1996 započala elektrifikace tratě, která byla úspěšně dokončena 24. ledna 1999.

## Školství
Ve městě existují:

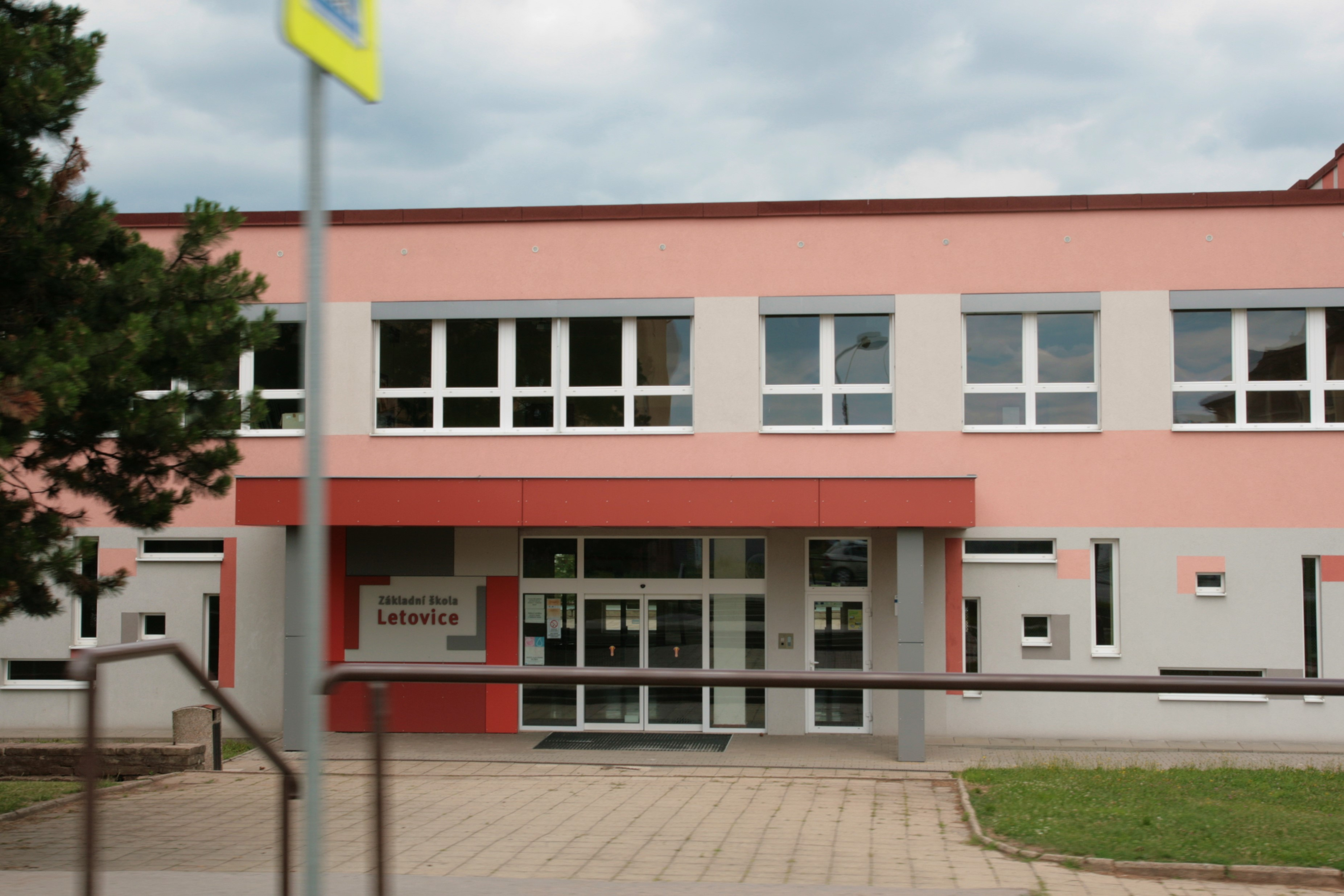
Základní škola na adrese Komenského 902/5 v Letovicích

- tři mateřské školy – v ulici Komenského 671/11, Čapkova 802/10 a Třebětínská 28/19.
- Základní škola Letovice – Jedna budova se nalézá v Tyršově ulici 23/1023 a druhý, nověji postavený areál v ulici Komenského 5.
- Základní umělecká škola Letovice – Škola vznikla 1. října 1952. Vystřídala několik prostor a nyní sídlí na Masarykově náměstí 29. ZUŠ má výtvarné, klavírní a taneční oddělení. Působí na ní dětský pěvecký sbor „Sluníčko“, dechový orchestr, mažoretky a houslový soubor.
- Střední odborná škola a Střední odborné učiliště Masarykova škola práce – Budova školy byla slavnostně otevřena 23. srpna 1931. V důsledku zvyšujícího se počtu žáků byla budova školy několikrát přestavována a rozšiřována. Probíhá zde výuka tří maturitních, tří učňovských a jednoho nástavbového oboru.
- Biskupské gymnázium Letovice – právně vzniklo 27. září 1991, ale výuka započala až 1. září 1993. Gymnázium bylo humanitního zaměření s výukou zaměřenou na výuku angličtiny, němčiny a latiny. V roce 2012 byla škola sloučena s Biskupským gymnáziem v Brně.

- Letokruh – středisko volného času, p.o., do června 2015 Dům dětí a mládeže; který nabízí řadu kroužků, akcí, táborů a pobytů

## Sport
Letovice nabízejí několik možností sportovního vyžití, mezi nimi posilovnu v centru města nebo sportovní halu (24x42m) s přilehlými volejbalovými kurty (včetně plážového volejbalu). Dále je ve městě letní koupaliště s tobogánem, u jehož areálu je minigolf a 7 venkovních antukových tenisových dvorců. Hrát je možné i v zimě, jelikož od 14. října do 11. dubna je nad dvěma kurty velká nafukovací hala.
V Letovicích je i několik sportovních klubů:
- Letecký klub Letovice – Vznikl 11. července 1997. Zasloužil se o vybudování letiště Letovice, jenž umožňuje provoz letadel spadajících do kompetence Letecké amatérské asociace. Letiště bylo úspěšně zaregistrováno 1. října 1999.
- Aikido Letovice – oddíl japonského bojového umění Aikido.
- TJ Sokol Letovice – zahrnuje volejbal, florbal, kulturistika, tenisový oddíl, jachetní oddíl
- Orel – křesťanská sportovní organizace
- AFK Letovice – Amatérský fotbalový klub Letovice hraje 1. B třídu skupinu A. Hřiště je vybaveno automatickou závlahou a má kapacitou 2500 lidí.

## Průmysl a zemědělství
Zemědělství se zaměřuje především na pícninářství, pěstování méně náročných plodin a chov skotu. Průmysl v Letovicích je textilní, keramický, strojírenský a kamenický. Mezi nejvýznamnější firmy patří:
- Tylex – výrobce záclon, krajek, tylů, voálů, technických síťovin a 3D textilií, od poloviny srpna 2023 v úpadku
- Letovické strojírny s.r.o. – výroba, montáž a prodej strojních součástí a celků, včetně jejich povrchové úpravy. Od roku 1969 Letostroj Letovice, od roku 1994 ČKD Blansko, divize Letostroj (nebo závod Letovice), od roku 1998 Letovické strojírny.[14]
- Letoplast – výroba součástí z plastů pro výrobní spotřebu
- Keramika Letovice s.r.o. – výroba a prodej kachlí, kachlových doplňků, šamotových vyzdívek, plátků, hlíny z šamotových komínových vložek
- Alfachem s.r.o. – výroba a prodej mycích a čisticích prostředků
- Českomoravská textilní s.r.o. – výroba bytového textilu
- Kamenoprůmysl Komárek s.r.o. – výroba je především zaměřena na oblast stavebnictví, ale i na hřbitovní a církevní architekturu

## Významní rodáci
- Jan Bárta Letovský (1821–1898), redaktor prvních českých novin v USA
- Eduard Bígner (1843–1923), páter; používal své klášterní jméno Josef, které dostal v klášteře řádu trapistů v Bosně. Roku 1864 se stal misionářem v Africe, kde se později potkal s Dr. Emilem Holubem, kterému zachránil život. Pochován je v Emauzích.
- Josef Brauner (23. prosince 1863 – 19. července 1942) – 1. července 1895 nastoupil jako konstruktér firmy Daimler-Motoren–Gesselschaft, kde mimo jiné zkonstruoval motor pro automobil typ 35 HP, či vedl konstrukci vozu Mercedes model 1904. V roce 1908 firmu opustil a odešel do Berlína, kde se nadále věnoval konstrukci automobilů. Za svou práci obdržel v roce 1918 Kříž za zásluhy.
- Jan Daněk (1894–1961), malíř a restaurátor, pracoval na výzdobě a restauraci kostelů ve Zlíně, Letovicích, Starém Svojanově, Hrabyni či Bílém Újezdu
- Jan Dvořáček (12. listopadu 1887 – 22. července 1956), československý politik
- Otakar Halámka (5. června 1914), desátník pozemního personálu RAF.
- Emanuel Janoušek (29. září 1875 – 15. listopadu 1939), spolupodílel se na zřízení Průmyslové školy pokračovací v Letovicích. Zúčastnil se první světové války. Byl hlavním iniciátorem založení Masarykovy školy (výuka začala 1. září 1931), kde se posléze stal prvním ředitelem. Spolupodílel se na Almanachu městyse Letovic a byl autorem knihy Pamětí města Letovic, jehož druhý díl již nestihl dokončit.
- Emil Janoušek (1916–1971), zbrojní důstojník u 311. bombardovací perutě RAF
- Gustav Kálnoky (29. prosince 1832 – 13. února 1898), rakousko-uherský diplomat, ministr zahraničních věcí (1881–1895)
- František Kořízek (1820–1899), redaktor a vydavatel prvních českých novin v USA
- Ing. arch. Arnošt Krejza (1923–1989), český architekt
- Hubert Lamplota[15] (17. března 1877 – 7. října 1958), velký patriot a mecenáš Letovic. Podařilo se mu z chudých poměrů vypracovat až na brněnského velkoprůmyslníka. 16. dubna 1932 byl jmenován čestným občanem Letovic. V době hospodářské krize vytvářel pro místní obyvatele pracovní příležitosti stavbou areálu koupaliště. Při příležitosti povýšení Letovic na město (13. listopadu 1936), nechal pro MěÚ zhotovit stříbrné pečetidlo, vykládané drahokamy. Po roce 1948 mu byl znárodněn veškerý majetek.

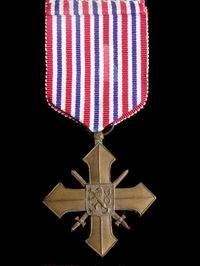
Československý válečný kříž 1939

- Roman Mrázek (21. listopadu 1921 – 17. listopadu 1989), český vysokoškolský učitel, profesor rusistiky v Brně
- Jindřich Nováček (11. prosince 1924), sloužil u RAF od ledna 1943
- Josef Novák (6. března 1912 – 2. června 1940) – vyučil se truhlářem. Poté absolvoval Školu leteckého dorostu v Prostějově (1931–1933), byl jmenován – polním pilotem (1934), stíhacím pilotem (1936) a nočním pilotem (1937). Po okupaci odešel přes Polsko do Francie, kde měsíc sloužil u 1. pěšího pluku Cizinecké legie, následně absolvoval pilotní kurz (francouzský pilotní diplom získal 16. prosince 1939). Dne 2. června 1940 se při zkušebním letu s Dewoitine D.520 dostal do vývrtky a zřítil se. Je pohřben na československém vojenském hřbitově Neuville-La Targette u Arrasu. Josef Novák byl vyznamenán československým válečným křížem 1939, československou medailí Za chrabrost před nepřítelem a pamětní medaili československé armády v zahraničí s bronzovým štítkem „F“ (příslušnost k vojenské jednotce ve Francii). V roce 1991 byl povýšen in memoriam do hodnosti plukovník.
- Alois Páteček (20. května 1914 – 19. října 1959) – sloužil jako mechanik u 310. stíhací perutě RAF. V roce 1991 byl povýšen in memoriam do hodnosti plukovník.
- Ing. arch. Bedřich Rozehnal, DrSc. (2. června 1902 – 11. června 1984), architekt, který projektoval především nemocnice a zdravotnická zařízení. Projektoval např. Zdravotní středisko ČKD Blansko (1950), nemocnici v Novém Městě na Moravě (1937–1940), prosekturu, chirurgický a interní pavilon nemocnice v Hodoníně, dětskou nemocnici v Brně-Černých Polích (1947–1948). Působil také jako profesor architektury na Vysoké škole technické v Brně.
- Jaromír Toul (13. února 1917 – 16. prosince 1940), sloužil jako palubní střelec u 311. bombardovací perutě RAF. 16. prosince 1940 se zúčastnil náletu na Mannheim, ale pro poruchu se jeho stroj Vickers Wellington musel předčasně vrátit. Letoun se zřítil nedaleko domovského letiště East Wretham do lesa. Při havárii zemřel kapitán Jan Křivda a přední střelec Jiří Janoušek. Jaromír Toul zemřel při převozu do nemocnice. Pohřben je na hřbitově All Saints Chuchyard v Honingtonu. V roce 1991 byl povýšen in memoriam do hodnosti podplukovník.
- prof. Ing. Miloslav Synek, CSc. (20. září 1935 - 13. dubna 2022), ekonom Vedoucí katedry podnikové ekonomiky VŠE Praha (1990 - 2003). Pod jeho vedením vznikly učebnice Podniková ekonomika a Manažerská ekonomika, které se staly základními učebnicemi na všech vysokých školách a fakultách s ekonomickým zaměřením v České republice. V r. 2007 obdržel Medaili Aloise Rašína.
- Karel Synek (2. listopadu 1849 - 1. června 1910), starosta Letovic (1894 - 1910) a továrník. Na náměstí postavil patrovou budovu (dnešní MěÚ Archivováno 28. 10. 2023 na Wayback Machine.), vybudoval "První letovickou továrnu na hospodářské stroje a slévárnu", vlastnil mlýn, pilu a elektrárnu. Za jeho starostování byl postaven záloženský a spolkový dům Karlov, který se stal společenským, kulturním a vzdělávacím střediskem, byla zřízena Průmyslová škola pokračovací (r. 1905), postavena chlapecká a dívčí měšťanská škola (r. 1906), ubytovny pro chudé rodiny a opatrovna - mateřská škola - pro děti dělnických rodin. Vybudoval obecní cihelnu, která zajišťovala velký příjem do obecní pokladny. Za jeho působení byly zregulovány břehy řek Svitavy a Křetínky a zvýšeno náměstí, které tím dostalo novou podobu a začal také elektrifikovat městečko. Byl jedním ze zakladatelů Čtenářského spolku Neruda (r. 1893), Spolku okrašlovacího, odboru Ústřední Matice české, předsedou školní rady, předsedou Sokola a starostou hasičů. Za jeho působení se Letovice povznesly na pokrokové a moderní městečko, které žilo bohatým kulturním a společenským životem.

## Partnerská města
- Kirchlinteln, Německo